# 애수 (1967년 영화)
"애수"는 1967년 공개된 대한민국의 영화이다.

## 배역
- 김지미 : 마이라 역
- 남궁원 : 구로인 역
- 한은진 : 윤 여사 역
- 정애란 : 간호실장 역
- 이빈화 : 기정희 역
- 오경아
- 정민 : 구용서 역
- 성소민
- 김칠성
- 권오상
- 지계순
- 윤신옥
- 김경란
- 지방열
- 윤일주
- 김수천
- 손전